# Sinagoga de Madrid
La Sinagoga de Madrid (també anomenada Bet Yaacov) és la primera sinagoga que fou construïda a Espanya des de l'expulsió dels jueus en 1492. Està situada en el carrer Balmes de Madrid. Amb l'emigració de jueus sefardites de l'Àfrica del Nord cap a Espanya en els anys seixanta del segle xx, es va inaugurar una sinagoga a Madrid, el 16 de desembre de 1968, tot i que ja hi tenien lloc cerimònies religioses des de 1917. 500 anys després del Decret de la Alhambra, el rei Juan Carles I i la reina Sofia van participar en una cerimònia, que va tenir lloc el 31 de març de 1992.